# Dmytriwka (Synelnykowe)
Dmytriwka (ukrainisch Дмитрівка; russisch Дмитровка Dmitrowka) ist ein Dorf im Osten der ukrainischen Oblast Dnipropetrowsk mit etwa 3700 Einwohnern (2001).

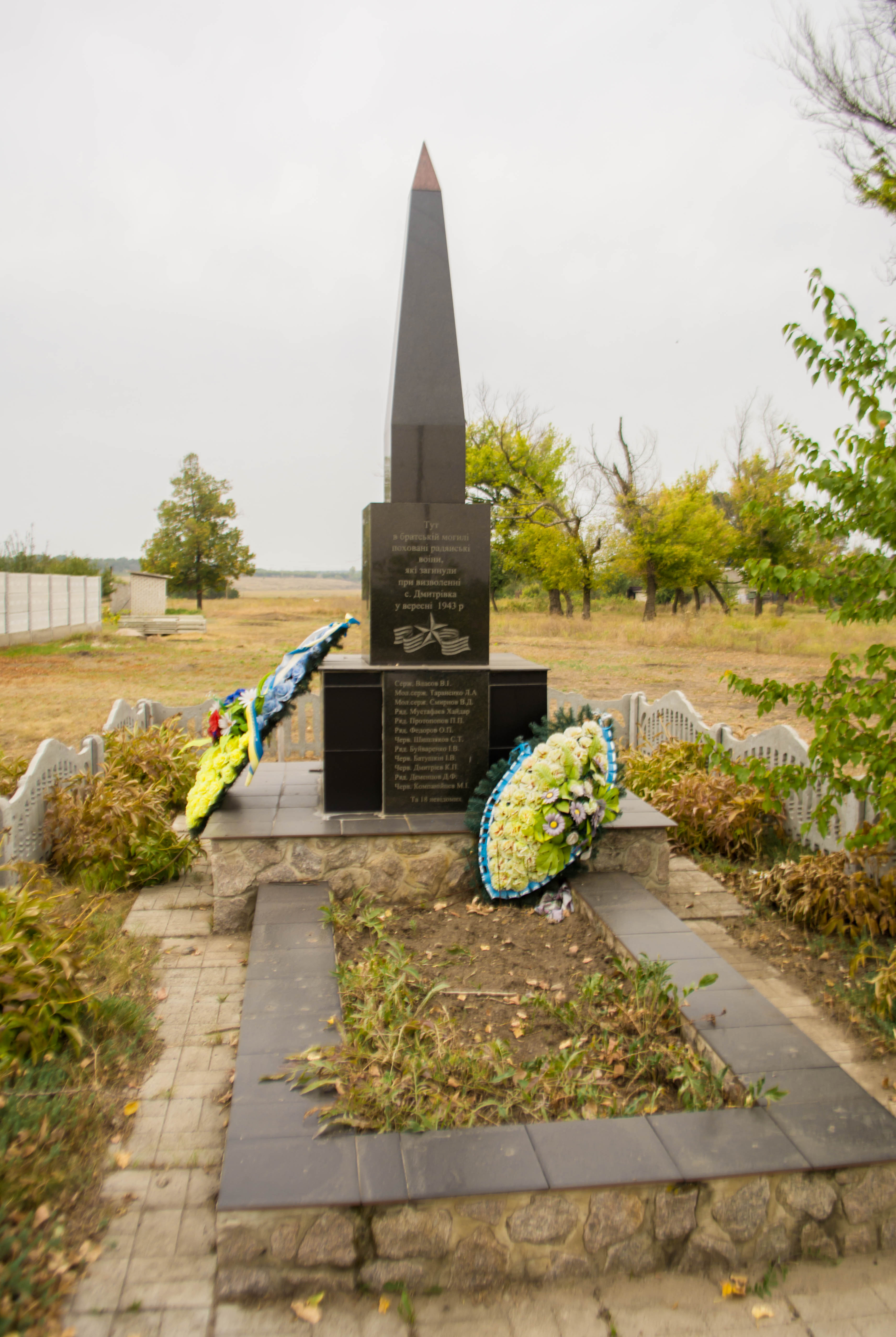
Denkmal im Ort

Das 1776 am Ufer der Samara gegründete Dorf liegt an der Fernstraße M 04 und der Territorialstraße T–04–27 etwa 105 km östlich vom Oblastzentrum Dnipro, 10 km westlich von Mykolajiwka und 23 km südwestlich vom ehemaligen Rajonzentrum Petropawliwka.
Am 12. Juni 2020 wurde das Dorf ein Teil der Landgemeinde Mykolajiwka, bis dahin bildete es zusammen mit den Dörfern Baschany (Бажани), Kardaschi (Кардаші), Olefiriwka (Олефірівка), Tschumaky (Чумаки) und Widrodschennja (Відродження) die gleichnamige Landratsgemeinde Dmytriwka (Дмитрівська сільська рада/Dmytriwska silska rada) im Südwesten des Rajons Petropawliwka.
Am 17. Juli 2020 kam es im Zuge einer großen Rajonsreform zum Anschluss des Rajonsgebietes an den Rajon Synelnykowe.

## Persönlichkeiten
- Mychajlo Komarow (1844–1913), Schriftsteller, Bibliograf, Kritiker, Volkskundler, Übersetzer, Lexikograf und Jurist